# Dave Arneson
David "Dave" Lance Arneson (Minnesota, Estados Unidos, 1 de octubre de 1947-Minnesota, Estados Unidos, 7 de abril de 2009) fue un diseñador de juegos estadounidense. 
A principios de los 70 creó, junto con Gary Gygax, el juego de rol Dungeons & Dragons. Inició su trabajo en los juegos de rol mientras estudiaba en la Universidad de Minnesota, campus Coffman Union. Hasta su muerte se mantuvo en un relativo semi-anonimato y fue llamado la «leyenda olvidada» en el desarrollo inicial de los juegos de rol. Arneson fue inducido al Salón de la Fama de la Academy of Adventure Gaming Arts and Design en 1984.

## Experiencia con wargames
El trabajo de Arneson en los juegos de rol evolucionó a partir de su interés en los wargames. A principios de los 60, sus padres le compraron el juego Gettysburg de la compañía Avalon Hill y rápidamente enseñó a jugar a sus amigos. Él y su grupo de juego empezaron a diseñar sus propios juegos. Arneson disfrutaba especialmente de los juegos de guerra naval. Su exposición a la interpretación de roles como una herramienta también influenció sus últimos diseños. En las clases de historia de su colegio, interpretaba roles al exponer eventos históricos y prefería desviarse de la historia oficial de una manera similar a la de los escenarios de historia alterna recreados en los wargames.
A finales de los 60 Arneson empezó a jugar con miniaturas militares en la Midwest Military Simulation Association, un grupo de juegos del área de Mineápolis-St. Paul que incluía entre sus filas a David Wesely. Fue Wesely y otros miembros del MMSA quienes desarrollaron las primeras ideas de lo que serían los juegos de rol modernos. Cuando jugaban, a cada jugador se le asignaban objetivos que no eran de combate, un paso más allá del wargame tradicional y dirigido hacia el juego más individual y con retos varios de los juegos de rol.
Arneson asistió por primera vez a la convención de juegos Gen Con en 1970, apenas en su tercera edición y todavía enfocada en los wargames. Fue ahí donde conoció a Gary Gygax quien había fundado Castle & Crusade Society en los 60 en Lake Geneva, Wisconsin, no muy lejos del hogar de Arneson en Minnesota. También compartían un interés en juegos navales que daría fruto cuando colaboraron en el libro Don't Give Up The Ship!, publicado en 1972 por Guidon Games.
Las ideas de los wargames ayudaron a definir las reglas a aplicar en los juegos de rol. Los juegos de rol involucraban mayor combate uno a uno de lo que los wargames permitían y era esto lo que ese grupo deseaba.

## Blackmoor
Originalmente Arneson jugó con sus propias reglas, que usaban piedra, papel, tijeras para resolver combates. Más tarde, adaptó un conjunto de reglas diseñadas para conducir batallas navales. Estas reglas incluían un sistema de clase de armadura que sería después adaptado para D&D. En especial que entre más baja era la clase de armadura, más difícil era la nave (o criatura) de golpear.
Arneson jugueteó después con las reglas de Chainmail escritas por Gygax y Jeff Perren, pero le parecieron deficientes. Empezó a sustituir reglas con las suyas propias para su juego, y las aplicó a sus escenarios de interpretación de roles. Con el tiempo desechó todas las reglas de Chainmail y las sustituyó con reglas de batalla naval. Pero Chainmail estaba en un camino similar a lo que Arneson tenía en mente, combinar elementos de fantasía con reglas del mundo real.
Pero pensó que Gygax estaría interesado en interpretar roles dado que este era un diseñador de juegos con intereses comunes y ayudó a iniciar Blackmoor (el nombre original de D&D). A Gary le gustaban más los wargames alternativos, pero reconoció la gran idea. Así, durante un fin de semana completo después de que Arneson lo había hecho por años, Gygax jugó.
Después de eso, trabajaron juntos en el juego. Se la pasaban a menudo en el sótano atacando dragones, fue entonces que se dice que a la esposa de Gygax se le ocurrió lo de «mazmorras» (dungeons), para dar nombre al juego. Con el tiempo, el nombre de Blackmoor sería desechado para dar paso a un nombre más interesante y atrayente.
Pero el juego que evolucionó fue Blackmoor, lo que los jugadores de D&D actuales describirían como una ambientación de campaña, no un juego completo. Arneson llevó registro de todas las anotaciones para mantener consistencia. La jugabilidad sería reconocida ahora como la de Dungeons & Dragons, dado su uso de puntos de golpe y clase de armadura, desarrollo de personajes (niveles y puntos de experiencia) y juegos de mazmorras. La ambientación fue también desarrollada con el tiempo. A principios de los 1970s el grupo de juego de Arneson en Minnesota empezó la campaña de Blackmoor, la que ha continuado hasta la fecha, haciéndola la campaña de juego de rol más largamente jugada continuamente.
Arneson realizó demostraciones de Blackmoor a la Lake Geneva Tactical Studies Association donde Gygax se inspiró para renombrar el juego como Dungeons & Dragons. Después de colaborar por teléfono y por correo, Gygax y Arneson querían publicar el juego, pero Arneson no podía invertir en ello. Don Kaye invirtió para publicar D&D en 1974, el cual se agotó rápidamente. Blackmoor se convirtió en una de las dos ambientaciones principales para el juego.
En 1979, Arneson entabló su primera (de cinco) demandas en contra de Gygax y TSR Hobbies (la editorial de D&D) sobre créditos y regalías acreditados sobre ediciones posteriores de Dungeons & Dragons. Arneson abandonó D&D/TSR y resolvieron las demandas fuera de los tribunales en 1981, pero esto no acabó con las tensiones entre ellos. Los documentos de los tribunales son confidenciales y ninguna parte puede hablar acerca de ello. Se resolvió, sin embargo, que ambos son «cocreadores». Se planea una película que detalla estos eventos llamada Dragons in the Basement.

## Después de TSR
A principios de los 80 Arneson estableció su propia compañía de juegos, Adventure Games, la cual produjo los juegos de miniaturas Johnny Reb y Harpoon. Escribió el juego de rol Adventures in Fantasy (junto con Richard L. Snider), que puede ser visto como su visión personal de D&D. Adventure Games publicó varios juegos e hizo dinero, pero Arneson cedió el negocio a Flying Buffalo pues la carga de trabajo se hizo muy pesada.
Arneson regresó brevemente a Blackmoor y a D&D a mediados de los 80 cuando Gygax se volvió presidente de TSR. Esto produjo la serie «DA» (Dave Arneson) de módulos para Blackmoor. Cuando un nuevo presidente tomó control de TSR después de Gygax, Arneson fue despedido de la compañía antes de que el quinto módulo fuera publicado. Gygax y Arneson, siguieron cada uno su propio camino.
En 1986 Arneson escribió un nuevo módulo para D&D con Blackmoor como escenario. Titulado The Garbage Pits of Despair, fue publicado en los números 42 y 43 de la revista Different Worlds.
Arneson entró a la industria de la computación. Fundó 4D Interactive Systems, Inc. en Minnesota, una compañía de computación que sigue en operación a la fecha. Hizo también un poco de programación y trabajó en varios juegos. Finalmente se encontró a sí mismo trabajando como consultor para compañías de computación.
Viviendo en California a finales de los 80, tuvo oportunidad de trabajar con niños bajo educación especial. Al regresar a Minnesota, se dedicó a la enseñanza y empezó a dar charlas en las escuelas acerca de los usos educativos de la interpretación de roles. En los 90 empezó a trabajar en Full Sail, una universidad privada que enseña temas de multimedia.

## Años 2000 y fallecimiento
Alrededor del año 2000, Arneson trabajaba con el videografo John Kentner en Dragons in the Basement, un documental acerca de la historia temprana de los juegos de rol. También hizo un cameo en la película Dungeons & Dragons como uno de muchos magos lanzando bolas de fuego en contra de un dragón. Esa escena fue finalmente eliminada durante la edición de la película.
Arneson sufrió un infarto cerebral a principios del 2002, pero se recuperó y continuó su trabajo.
Arneson y Dustin Clingman fundaron Zeitgeist Games para producir una versión actualizada de Blackmoor para el sistema d20. Goodman Games publicó y distribuyó este nuevo Blackmoor en 2004.
Arneson continuó jugando; juegos como D&D, miniaturas militares y una reunión anual en Minnesota para jugar en el Blackmoor original. Recibió numerosos reconocimientos de la industria por su parte en la creación de Dungeons & Dragons y los juegos de rol. Él enseñó la clase «Las reglas del juego» en la universidad Full Sail, en la que los estudiantes podían aprender a crear y documentar con exactitud conjuntos de reglas equilibrados.
Su familia anunció, en una declaración, que falleció en Minnesota el 7 de abril de 2009. La empresa Wizards of the Coast dijo que «había perdido la batalla final contra el cáncer». Según su hija, Malia Weinhagen, lo más importante en el mundo para mi padre es que quería que la gente se divirtiera en la vida...creo que las cosas y deberes cotidianos de la vida nos distraen y nos hacen olvidar que debemos disfrutarla y divertirnos.

## Vida personal
Dave Arneson se casó con Frankie Ann Morneau en 1984; con la que tuvo una hija, Malia, y dos nietos.
Arneson continuó jugando juegos de rol durante toda su vida, incluyendo D&D, juegos con miniaturas, y asistía regularmente a la reunión anual para jugar al original Blackmoor en Minnesota. En la Full Sail University dio la clase "Rules of the Game", en la que los estudiantes aprendían a documentar y crear sistemas de reglas para juegos en los que se intentaba equilibrar los desafíos mentales para los jugadores y los "físicos" para los personajes. Se retiró de ese puesto el 19 de junio de 2008.

### Entrevistas
- Dave Arneson Interview por Harold Foundary en Digital Entertainment News
- Dave Arneson Interview por Andrew S. Bub en GameSpy, 11 de agosto de 2002.
- Dave Arneson Interview por Allen Rausch en GameSpy, 19 de agosto de 2004.
- Una Entrevista con Dave Arneson de Pegasus Magazine, Tomo #1 (abril/mayo de 1981)

- Datos: Q1381
- Multimedia: Dave Arneson / Q1381